# Poligny (Hautes-Alpes)
Pour les articles homonymes, voir Poligny.
Poligny est une commune française située dans le département des Hautes-Alpes en région Provence-Alpes-Côte d'Azur.

## Géographie
Poligny est située dans la partie occidentale du Champsaur, sur la rive gauche du Drac, adossé à la montagne de Mouttet, face au Vieux Chaillol (3 163 m, au sud-ouest du massif des Écrins).
Le chef-lieu et les principaux hameaux sont à une altitude de 1 000 m, mais la commune s'étage depuis la vallée du Drac (900 m au pont du Rageoux) jusqu'aux contreforts du massif du Dévoluy (sommet de Girolet, 2 060 m).
Sa position géographique lui confère, comme à l'ensemble du Champsaur, un climat particulier : mal protégé des courants d'ouest par le rempart du Dévoluy, et partiellement privé de la douceur provençale par les hauteurs entourant le col Bayard au sud, Poligny est soumis à la bise, vent du nord qui lui apporte fréquemment les nuages remontant de la cuvette grenobloise, et, en hiver, le froid des massifs du Haut Dauphiné.
Le territoire de la commune se divise naturellement en quatre zones étagées :
- le bord du Drac, mince bande parcourue par la  route nationale 85, dite route Napoléon, à la circulation importante (liaison Grenoble - Gap, mais aussi itinéraire-bis entre la région lyonnaise et la Côte d'Azur), mais sans incidence notable sur la vie de la commune ;
- la haute plaine, sur laquelle se trouvent les 3 hameaux principaux, essentiellement consacrée à l'agriculture (prairies, élevage) ; témoin d'une organisation agricole ancienne, on peut reconnaître, de l'entrée de la commune au Nord jusqu'aux Forestons à l'ouest, les restes de l'ancien canal de Pont-du-Fossé, qui, de la fin du XIXe siècle jusqu'en 1963, alimentait en eau d'irrigation toutes les communes de la rive gauche du Drac ;
- la forêt (40 % de la surface de la commune), exploitée pour ses bois (pins et feuillus), et parcourue de nombreux chemins forestiers propices à la randonnée et à la cueillette des champignons (bolet blafards, chanterelles, lactaire couleur saumon) des framboises ou des gentianes, selon la saison ;
- les pentes rocheuses, où vit une faune sauvage importante (marmottes, chevreuils, sangliers, mais aussi dans les hauteurs du Girolet, mouflons et Chamois).

### Hydrographie
La commune de Poligny est bordée à l'est et au nord par le Drac, qui coule en direction de Grenoble, et à l'ouest par le Rageous, un ruisseau qui descend du Sommet de Raz-de-Bec et se jette dans le Drac au Pont Vallat, à l'extrême nord de la commune. Elle est traversée en diagonale par le Riou Bel (« beau ruisseau » en occitan vivaro-alpin), un petit ruisseau qui descend de la montagne de Mouttet et se jette dans le Drac aux Basses-Barraques. Anciennement, le canal de Pont-du-Fossé, qui passait au-dessus du village, lui apportait l'eau du Drac captée loin en amont. Il a été abandonné au milieu du XXe siècle.

### Communications et transports
La commune de Poligny est traversée su sud-est au nord-ouest par la route départementale 17, qui quitte au sud des Barraques (commune de la Fare-en-Champsaur) la route nationale 85 reliant Grenoble à Gap, et poursuit vers l'ouest en direction du Dévoluy par le col du Noyer. Le bourg de Poligny est ainsi à 5 kilomètres de Saint-Bonnet-en-Champsaur, 20 de Gap (1/2h de route) et 80 de Grenoble (1h1/2). Les hameaux des Forestons et de Villeneuve sont chacun à 2 kilomètres du chef-lieu par des embranchements de la D17.
Le projet de construction de l'autoroute Gap - Grenoble (A51), qui aurait traversé la commune, aujourd'hui abandonné, inquiétait les habitants, même si l'avantage pour les communications aurait été certain (Grenoble à 1 heure, Marseille à 2 heures).
La ligne C du réseau de bus Zou Hautes-Alpes (anciennement 05Voyageurs), reliant Saint-Bonnet à Gap, passe aux Barraques, à 4 kilomètres de Poligny (chef-lieu). La ligne de cars Transisère 4101 (Gap - Grenoble) passe sur la nationale au pied du village, et dessert aussi les Barraques.
Le projet de ligne de chemin de fer reliant Gap à Corps et au-delà vers Grenoble n'a jamais vu le jour. La gare actuellement la plus proche est celle de Gap, d'où on peut joindre Marseille en 3 heures et Paris en 6 heures. La gare de Grenoble, plus éloignée, est directement reliée à Paris par TGV en 3 heures.
L'aérodrome de Gap-Tallard est à 10 kilomètres au sud de Gap, soit à 30 de Poligny.

### Climat
Pour des articles plus généraux, voir Climat de Provence-Alpes-Côte d'Azur et Climat des Hautes-Alpes.
En 2010, le climat de la commune est de type climat des marges montargnardes, selon une étude du Centre national de la recherche scientifique s'appuyant sur une série de données couvrant la période 1971-2000. En 2020, Météo-France publie une typologie des climats de la France métropolitaine dans laquelle la commune est exposée à un climat de montagne ou de marges de montagne et est dans la région climatique Alpes du sud, caractérisée par une pluviométrie annuelle de 850 à 1 000 mm, minimale en été.
Pour la période 1971-2000, la température annuelle moyenne est de 8,5 °C, avec une amplitude thermique annuelle de 16,9 °C. Le cumul annuel moyen de précipitations est de 1 035 mm, avec 8 jours de précipitations en janvier et 6 jours en juillet. Pour la période 1991-2020, la température moyenne annuelle observée sur la station météorologique de Météo-France la plus proche, « Saint-Bonnet Champsaur », sur la commune de Saint-Bonnet-en-Champsaur à 3 km à vol d'oiseau, est de 8,9 °C et le cumul annuel moyen de précipitations est de 1 085,8 mm. 
La température maximale relevée sur cette station est de 35 °C, atteinte le 28 juillet 2005 ; la température minimale est de −19 °C, atteinte le 12 janvier 1987,,.
Les paramètres climatiques de la commune ont été estimés pour le milieu du siècle (2041-2070) selon différents scénarios d'émission de gaz à effet de serre à partir des nouvelles projections climatiques de référence DRIAS-2020. Ils sont consultables sur un site dédié publié par Météo-France en novembre 2022.

## Urbanisme

### Typologie
Au 1er janvier 2024, Poligny est catégorisée commune rurale à habitat dispersé, selon la nouvelle grille communale de densité à 7 niveaux définie par l'Insee en 2022.
Elle est située hors unité urbaine. Par ailleurs la commune fait partie de l'aire d'attraction de Gap, dont elle est une commune de la couronne,. Cette aire, qui regroupe 73 communes, est catégorisée dans les aires de 50 000 à moins de 200 000 habitants,.

### Occupation des sols
L'occupation des sols de la commune, telle qu'elle ressort de la base de données européenne d’occupation biophysique des sols Corine Land Cover (CLC), est marquée par l'importance des forêts et milieux semi-naturels (60,6 % en 2018), une proportion sensiblement équivalente à celle de 1990 (60,4 %). La répartition détaillée en 2018 est la suivante : 
forêts (45,1 %), zones agricoles hétérogènes (31,1 %), espaces ouverts, sans ou avec peu de végétation (8 %), milieux à végétation arbustive et/ou herbacée (7,5 %), prairies (6,3 %), zones urbanisées (1,9 %), terres arables (0,1 %).
L'évolution de l’occupation des sols de la commune et de ses infrastructures peut être observée sur les différentes représentations cartographiques du territoire : la carte de Cassini (XVIIIe siècle), la carte d'état-major (1820-1866) et les cartes ou photos aériennes de l'IGN pour la période actuelle (1950 à aujourd'hui).

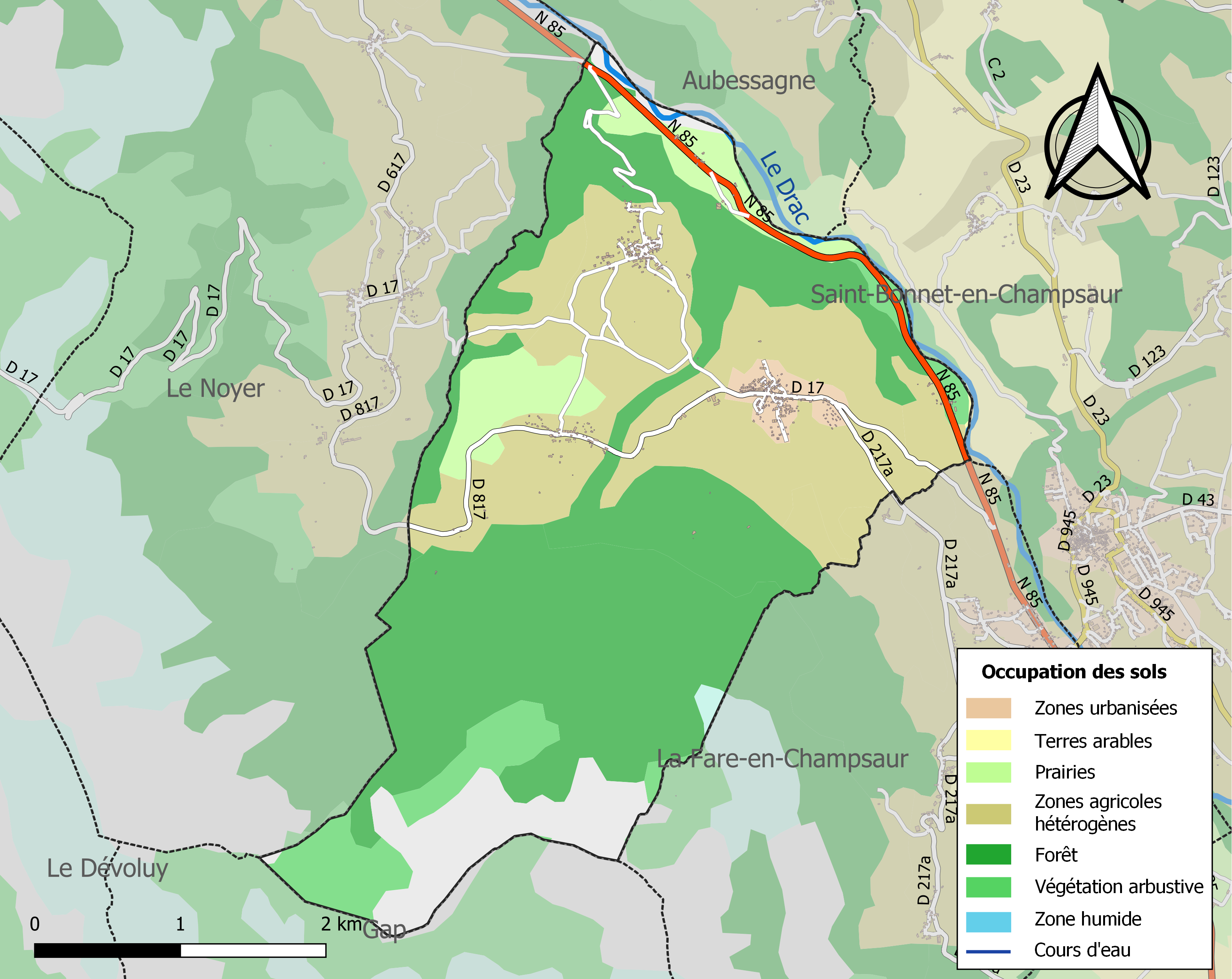
Carte de l'occupation des sols de la commune en 2018 (CLC).

### Habitat

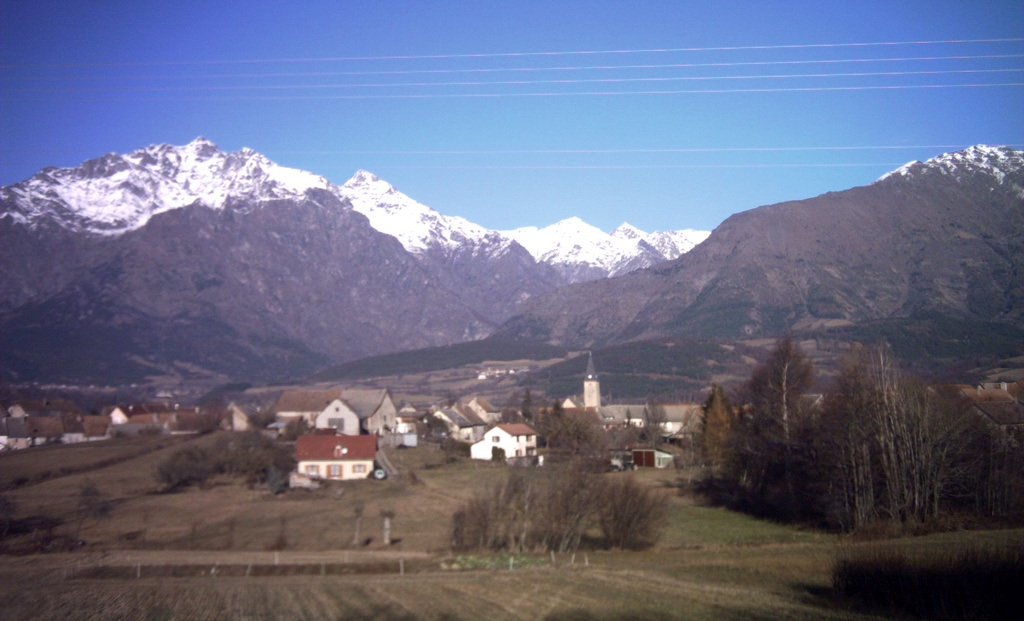
Le village vu de l'ouest ; au fond, le massif de Vieux Chaillol

La commune est constituée de 3 villages nettement séparés : 
- le chef-lieu, où se trouvent la mairie, l'école et l'église,
- les Forestons, à 1,5 km à l'ouest,
- Villeneuve, à 1,5 km au nord,

auxquels s'ajoute un petit groupe de maisons, les Basses Baraques, au bord du Drac, sur la route nationale, sans liaison directe avec le chef-lieu.

## Toponymie
Le lieu est connu en 1271 comme « Castrum de Pollinaco » ou « de Polligneco ».
Poligny s'orthographie Polinhi en occitan haut-alpin.

## Histoire
Au Moyen Âge, la seigneurie de Poligny se divisait en parts égales entre l'évêque de Gap et un seigneur particulier. Les seigneurs de Poligny se succédèrent en ligne directe à partir de l'an 1300 jusqu'à la Révolution française de 1789. Jacques de Poligny (1545?-1592) fut un des lieutenants de François de Bonne de Lesdiguières.
Au XVIe siècle, Antoine Fulcon-Saint, capitaine protestant, s'empara du titre de Seigneur de Villeneuve, et ses héritiers ne purent en être délogés jusqu'à la Révolution.
La chapelle alors nommée Saint-Étienne du Bois existait déjà au XVIe siècle.
Détruit pendant les guerres de religion, il ne reste rien du château médiéval. Cependant un ensemble de bâtiments du village actuel a conservé la disposition en U des anciennes dépendances du château. Les habitants de Poligny désignent toujours ce groupe de maisons comme « le château ».

## Politique et administration

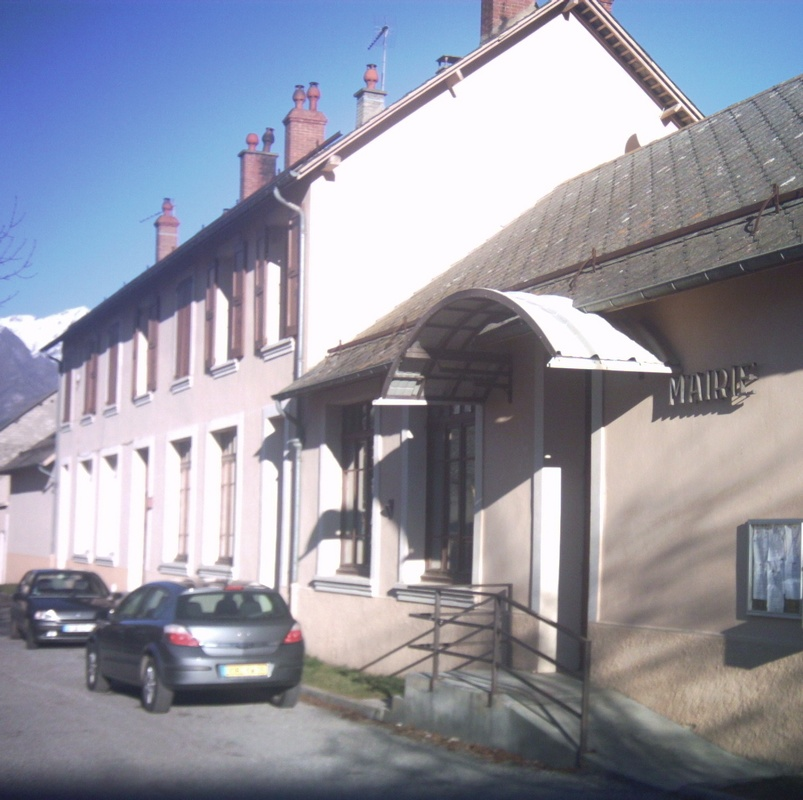
La mairie et l'école de Poligny.

| Période      | Période  | Identité                          | Étiquette | Qualité                               |
| ------------ | -------- | --------------------------------- | --------- | ------------------------------------- |
| 1790         | 1792     | Jean-Pierre Saint-Blanc           |           |                                       |
| 1792         | 1793     | Martin Reynaud                    |           |                                       |
| 1793         | 1795     | André Mouren Provensal            |           |                                       |
| 1795         | 1798     | Jean-Antoine Robert               |           |                                       |
| 1798         | 1808     | Jean-Pierre Robert                |           |                                       |
| 1808         | 1813     | Pierre Saint-Blanc                |           |                                       |
| 1813         | 1831     | Jean-André Faure                  |           |                                       |
| 1831         | 1835     | Jean-Antoine Mouren               |           |                                       |
| 1835         | 1861     | Martin, François, Antoine Reynaud |           |                                       |
| 1861         | 1867     | Jean, Antoine Bertrand            |           |                                       |
| 1867         | 1873     | Léon, Enariste Bertrand           |           |                                       |
| 1873         | 1881     | Pierre, Marius Leautier           |           |                                       |
| 1881         | 1882     | Hyppolite Garnier                 |           |                                       |
| 1882         | 1884     | Pierre Ollivier                   |           |                                       |
| 1884         | 1885     | Jean Gentillon                    |           |                                       |
| 1885         | 1912     | Jean-Eugène Blache                |           |                                       |
| 1912         | 1925     | Tranquille Bonthoux               |           |                                       |
| 1925         | 1931     | Lézin Roussel                     |           |                                       |
| 1931         | 1933     | Tranquille Bonthoux               |           |                                       |
| 1933         | 1944     | Jean Borel                        |           |                                       |
| 1944         | 1945     | Joseph Rigaud                     |           | Président de la délégation municipale |
| 1945         | 1953     | Albert Fleur                      |           |                                       |
| 1953         | 1965     | Aimé Borel                        |           |                                       |
| 1965         | 1989     | Roger Boyer                       |           |                                       |
| 1989         | 2014     | Michel Morel                      |           |                                       |
| 2014         | 2015     | Jean-Claude Arnaud                | SE        | Démissionnaire le 8 mai 2015          |
| 2015         |          | Nicole Ciamous                    | SE        | (Intérim)                             |
| juillet 2015 | mai 2020 | Eric Berdiel                      |           | Fonctionnaire de catégorie B          |
| mai 2020     | En cours | Éric Berdiel,                     |           | Technicien                            |

### Élections municipales de 2020
Compte tenu de la taille de la commune, le conseil municipal doit comporter 11 membres, élus au scrutin plurinominal majoritaire. Pour l'élection de mars 2020, 11 candidats se sont déclarés. Sur 302 électeurs inscrits, il y a eu 165 votants, soit 54,64%. Sur les 165 votes, il y a eu 9 blancs ou nuls, et donc 156 exprimés. Au premier tour des élections, qui s'est tenu le 15 mars, chacun des 11 candidats a obtenu entre 132 et 150 voix (aucun n'a recueilli la totalité des suffrages). Tous ont donc été élus.
Eric Berdiel a été réélu maire le 24 mai 2020.

## Démographie
L'évolution du nombre d'habitants est connue à travers les recensements de la population effectués dans la commune depuis 1793. Pour les communes de moins de 10 000 habitants, une enquête de recensement portant sur toute la population est réalisée tous les cinq ans, les populations de référence des années intermédiaires étant quant à elles estimées par interpolation ou extrapolation. Pour la commune, le premier recensement exhaustif entrant dans le cadre du nouveau dispositif a été réalisé en 2005.

En 2022, la commune comptait 337 habitants, en évolution de +12,71 % par rapport à 2016 (Hautes-Alpes : +0,4 %, France hors Mayotte : +2,11 %).
| 1793 | 1800 | 1806 | 1821 | 1831 | 1836 | 1841 | 1846 | 1851 |
| ---- | ---- | ---- | ---- | ---- | ---- | ---- | ---- | ---- |
| 671  | 643  | 680  | 744  | 781  | 768  | 779  | 822  | 757  |

| 1856 | 1861 | 1866 | 1872 | 1876 | 1881 | 1886 | 1891 | 1896 |
| ---- | ---- | ---- | ---- | ---- | ---- | ---- | ---- | ---- |
| 732  | 711  | 699  | 693  | 700  | 691  | 651  | 626  | 593  |

| 1901 | 1906 | 1911 | 1921 | 1926 | 1931 | 1936 | 1946 | 1954 |
| ---- | ---- | ---- | ---- | ---- | ---- | ---- | ---- | ---- |
| 534  | 515  | 504  | 509  | 472  | 424  | 434  | 363  | 313  |

| 1962 | 1968 | 1975 | 1982 | 1990 | 1999 | 2005 | 2006 | 2010 |
| ---- | ---- | ---- | ---- | ---- | ---- | ---- | ---- | ---- |
| 270  | 262  | 232  | 219  | 237  | 230  | 275  | 285  | 327  |

| 2015 | 2020 | 2022 | - | - | - | - | - | - |
| ---- | ---- | ---- | - | - | - | - | - | - |
| 302  | 337  | 337  | - | - | - | - | - | - |

## Économie

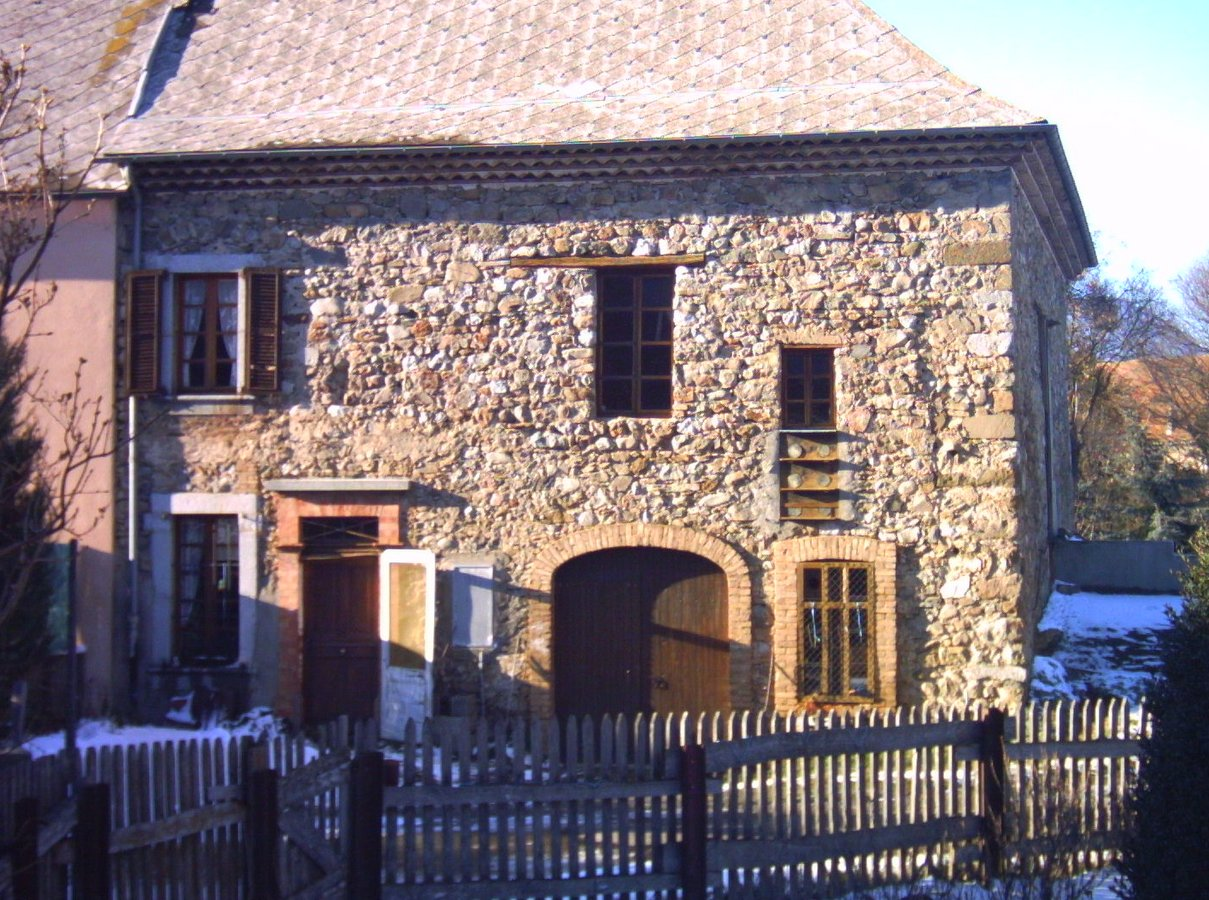
Une maison traditionnelle du village.

Poligny est une commune de moyenne montagne essentiellement agricole.
Pendant longtemps, le manque d'activité locale ou la maigreur des revenus liés à la terre ont incité les habitants à quitter leur village, quitte à y revenir sur leurs vieux jours. Le bar-restaurant et l'épicerie ont fermé dans les années 1980.
Cependant le village reste vivant : il a conservé son école, qui accueille aussi les enfants du Noyer voisin, et nombreux sont ceux de ses habitants qui se sont faits artisans dans divers métiers, ou ont trouvé un emploi à Saint-Bonnet (à 5 kilomètres) ou à Gap (20 km). La "désertification" n'est plus qu'un mauvais souvenir : les dernières maisons en ruines sont en cours de restauration, et les constructions neuves se multiplient ; un lotissement a même remplacé un ancien camping inutilisé.

## Culture locale et patrimoine

### Lieux et monuments

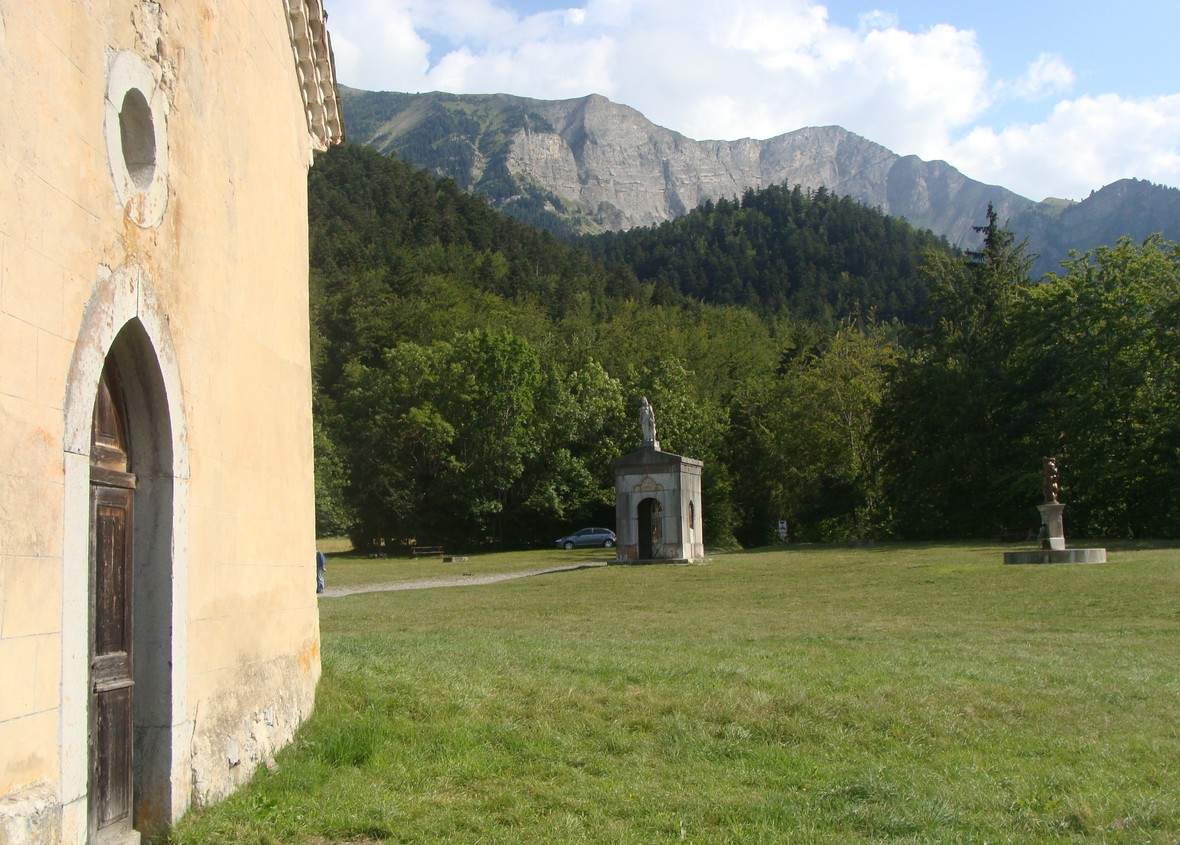
Vue du Veyre de Saint-Étienne

- Église Saint-Martin-de-Tours de Poligny.
- Chapelle Sainte-Anne de Villeneuve.
- Chapelle Saint-Étienne de Poligny.
- Chapelle Saint-Grégoire des Forestons.

L'église, au chef-lieu, est modeste. Villeneuve et les Forestons ont chacun leur chapelle.
Chacun des trois hameaux a son four. Celui du bourg est parfois remis en service.
Au-delà des Forestons, à l'orée de la forêt, le Veyre de Saint-Étienne, sa chapelle et sa fontaine sont un lieu de détente très apprécié. La chapelle Saint-Étienne fait l'objet de restauration par une association locale.
Le Grand bois de Poligny est parcouru de nombreux chemins, dont certains balisés pour la randonnée. L'emprise de l'ancien canal de Pont-du-Fossé, qui fait une grande boucle auprès du village jusqu'aux Forestons, a été transformé en promenade.

### Vie associative
L'association de Sauvegarde du Patrimoine de Poligny (ASPP) poursuit à la fois une action en faveur du patrimoine matériel, notamment par la rénovation de la chapelle Saint-Étienne, et le maintien de traditions locales, notamment les repas annuels de la « Reboule » et de la Sainte-Agathe, la crèche dans l'église à Noël, particulièrement renommée, la messe mensuelle à la chapelle Saint-Étienne suivie de repas sur le Veyre, et l'usage (occasionnel) du four du village.
L'ASPP Poligny, dissidente de la précédente, a récemment rénové la fontaine du village, et organise chaque année un vide-greniers.

### Personnalités liées à la commune
- Jacques de Poligny (1545?-1592), seigneur de Poligny, capitaine huguenot, lieutenant de François de Bonne de Lesdiguières

### Héraldique
| Blason de Poligny | Blason  | De gueules aux trois chevrons d'argent, au chef d'or chargé d'un renard du champ. |
| Blason de Poligny | Détails | Le statut officiel du blason reste à déterminer.                                  |